# Giovanni Battista Monteggia
Giovanni Battista Monteggia (Laveno, 8 agosto 1762 – Milano, 17 gennaio 1815) è stato un chirurgo italiano, famoso per i suoi importanti contributi allo studio della chirurgia e della traumatologia.

## Biografia

### I primi passi

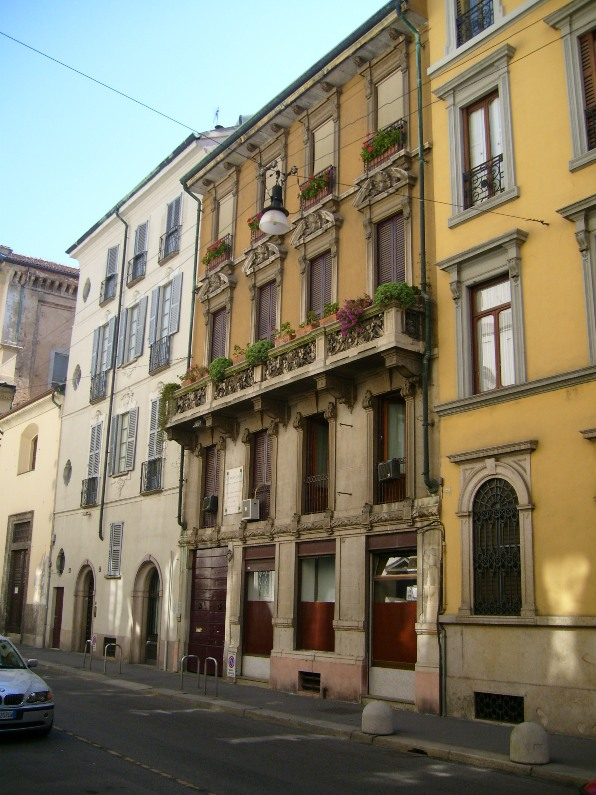
Casa di Giovanni Battista Monteggia

Giovanni Battista Monteggia nasce a Laveno, sul lago Maggiore, alle pendici del monte della Maneggia che ha dato il nome alla sua famiglia. Effettua i primi studi di lingua latina a Pallanza e, successivamente, entra nel novero degli allievi di Chirurgia dell'Ospedale Maggiore di Milano dove può usufruire gratuitamente di vitto e alloggio; cosa non da poco perché, a causa delle scarse risorse finanziarie della famiglia, gli sarebbe stato impossibile proseguire gli studi. In realtà dimostra fin dall'inizio grande capacità e volontà riconosciutagli anche dai suoi stessi amici; le sue giornate trascorrono tra le visite degli infermi, la frequentazione delle lezioni di Chirurgia dei celebri professori Giuseppe Patrini, Pietro Moscati e Gian Battista Palletta e la sala mortuaria per lo studio dell'anatomia diventando, grazie all'assiduo esercizio nelle incisioni, un anatomico esperto. All'età di 20 anni si sottopone all'esame di libera pratica in Chirurgia presso l'Università degli Studi di Pavia e, pochi anni dopo, all'esame di Medicina, in cui viene confermato con lode, riuscendo ad ottenere nel 1788 l'abilitazione alla professione.

### L'incarico a Milano
Nel 1790 viene nominato chirurgo aiutante presso l'Ospedale Maggiore a Milano; l'anno successivo incisore anatomico, ottenendo una camera attigua alle sale mortuarie per meglio adempiere al suo lavoro. Segue la nomina di medico e di chirurgo dei detenuti delle carceri di Milano e del Foro Criminale. Nel 1791 pubblica, traducendolo dal tedesco, il “Compendio sulle malattie veneree” del Fritze e contribuisce a far conoscere i segni clinici della sifilide, che a quei tempi imperversava, ed a mettere a punto la terapia adeguata che era affidata alle mani di volgari praticanti. Tre anni dopo pubblica “Annotazioni sui mali venerei” ricevendo notevoli manifestazioni di stima dal mondo accademico. Il duca Francesco Melzi d'Eril, affetto da malattia considerata incurabile dai professori del tempo in Italia e all'estero, si fa curare con successo dal Monteggia che conquista grande fama nonché un assegno vitalizio. Nel 1792 la Congregazione dell'Ospedale Maggiore di Milano gli affida l'incarico di dare lezioni gratuite di chirurgia ai giovani chirurghi ospedalieri.

### La nomina a professore di Chirurgia
Nel 1795, a 33 anni, viene nominato professore di Istituzioni di Chirurgia presso la nuova cattedra dell'Ospedale Maggiore di Milano, anche se in realtà, a causa di eventi politici sfavorevoli, l'incarico decorre solo 5 anni dopo. Nel 1796 pubblica in latino “Osservazioni anatomico-patologiche”, poi tradotta in italiano, mettendosi in mostra presso il mondo accademico del tempo e facendosi notare da illustri professori quali Gian Battista Palletta e Pietro Moscati. Prepara continuamente “pezzi” di anatomia patologica e ne fa dono al Gabinetto anatomico dell'Università di Pisa. Stampa inoltre l'Arte ostetrica dello Stein, tradotta dal tedesco, con l'aggiunta di proprie osservazioni sui parti laboriosi e sulle regole da seguire durante la gravidanza ed il puerperio. La Cattedra, che tiene fino alla morte, forma molti giovani studenti grazie alla passione ed alla bravura che infonde. Pubblica poi “Istituzioni chirurgiche”, un'opera in 8 volumi che ha una grande diffusione e che viene considerata una vera e propria summa teorico-pratica dello stato dell'arte delle conoscenze e delle pratiche chirurgiche dell'epoca napoleonica. Il successo gli vale l'attenzione delle più importanti Società Scientifiche e Accademie che lo annoverano tra gli iscritti mettendolo anche in contatto con i principali chirurghi europei. Ripubblica anche il “Compendio sulle malattie veneree” riconoscendo in prefazione, con la schiettezza degli uomini dotti, i difetti della prima edizione giovanile e correggendoli con l'esperienza maturata sul campo negli anni successivi. Importante, in appendice, è il “Ragionamento sull'uso della salsapariglia” farmaco utilizzato nella cura delle malattie veneree e che il Monteggia medesimo mette a punto e sperimenta, concedendo, poi, gratuitamente la preparazione ai farmacisti. Pubblica anche uno studio sulla “estirpazione del canchero uterino” che aveva ideato e proposto fino dall'anno 1794. Nel 1799 è nominato chirurgo e chirurgo ostetrico presso la Pia Casa delle partorienti di S. Caterina alla Ruota. Nello stesso anno, per decreto del Consiglio di guerra, è nominato ufficiale di sanità per le prigioni del Consiglio permanente di guerra presso l'esercito francese in Italia. È, inoltre, nominato membro della Commissione permanente di Sanità.

### La passione per la professione
Il Monteggia è sempre intento ad imparare dai cadaveri la tessitura del corpo ed a svelare dai visceri i segreti reconditi delle malattie; più volte si ferisce rischiando, a causa di una infezione, l'amputazione del braccio sinistro; una volta è anche infettato da “miasma petecchiale” che lo porta quasi alla morte. Lavora in maniera instancabile e primeggia in beneficenza non rifiutando mai la visita agli infermi poveri, provvedendo ai farmaci ed al vitto e curandoli con la stessa diligenza che utilizzava verso i pazienti più agiati. Annota sempre per iscritto le osservazioni dei segni clinici al capezzale dei malati; nella lettura delle sue memorie si trovano fedelmente registrate anche le cure errate e, perfino gli errori diagnostici accadutigli nel lungo esercizio della professione, nella quale, chi più vale, meno errori commette; come lo stesso Ippocrate sosteneva.

### Morte

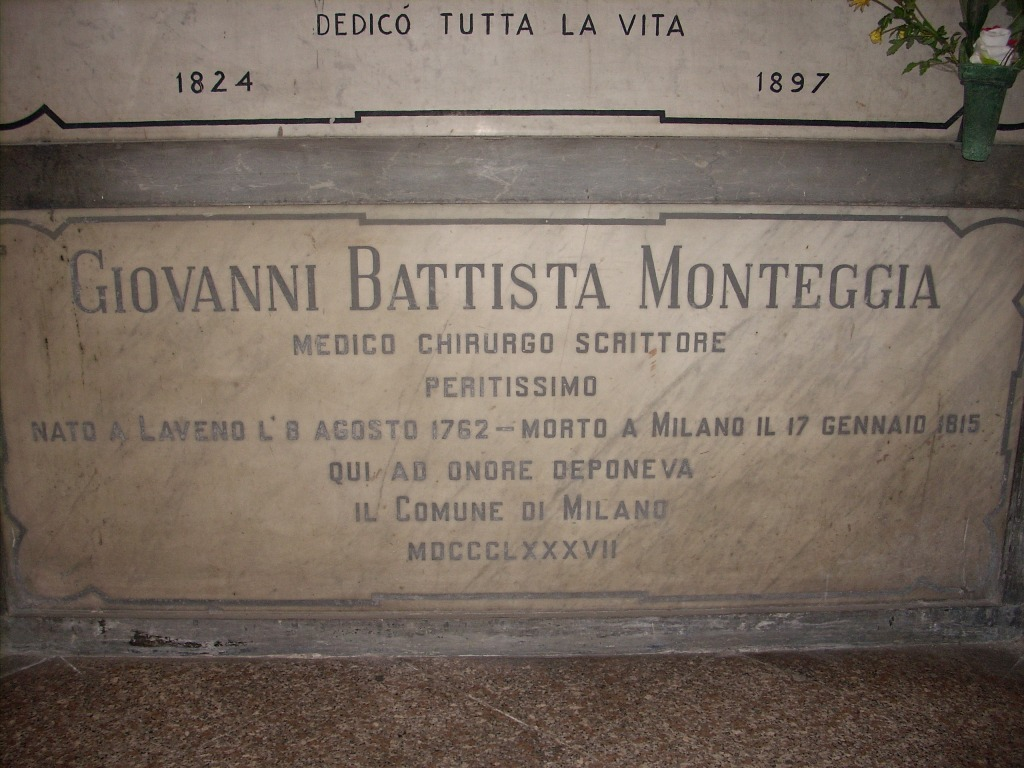
tomba di Giovanni Battista Monteggia

Il Monteggia sta lavorando all'ultima edizione delle “Istituzioni chirurgiche” quando viene colpito da febbri notturne che, comunque, non lo distolgono dal suo lavoro e dalla cura dei malati; è affetto da risipola che dall'orecchio destro si sparge a tutto il viso e, nonostante la cura dei colleghi, muore la notte del 17 gennaio 1815 e trova sepoltura al cimitero di Porta Romana; i suoi resti, già dissepolti, vengono nuovamente esumati alla demolizione del cimitero e riinumati al Cimitero Monumentale di Milano il 27 aprile 1875. La sua abitazione era ubicata in Via S. Antonio in Milano, a pochi passi dall'Ospedale Maggiore; dopo la sua morte fu affissa, per volere della moglie, una lapide tuttora leggibile. Il poeta Carlo Porta, suo contemporaneo, gli dedicò, poco dopo la morte, un sonetto in dialetto milanese.

## Istituzioni Chirurgiche
Nel suo trattato “Istituzioni Chirurgiche”, molto utilizzato per la formazione degli studenti, disserta e approfondisce gran parte delle patologie conosciute all'epoca; espone le varie tecniche chirurgiche, descrive l'aneurisma, il coxario, della scrofola, la stenosi dell'uretra, l'idropericardio. Divide i tumori bianchi in umidi e secchi, e tanto altro ancora. In particolare fornisce preziosi contributi descrittivi alla patologia dell'apparato locomotore soprattutto per la parte riguardante la traumatologia. Prima di altri, studia e descrive i vizi dell'andatura (le zoppie) che chiama “dilombamento o sfiancamento”. Rende più semplice la tecnica della medicazione delle ferite e delle piaghe e perfeziona gli apparecchi in uso per curare le fratture e le distorsioni. Divide le lussazioni in perfette ed imperfette (sublussazioni). Gli è attribuita la prima descrizione della poliomielite. Lega il suo nome alla frattura eponima descrivendo per primo la frattura del III prossimale dell'ulna associata alla lussazione anteriore del capitello del radio.

## Oltre l'aspetto professionale
Il Monteggia è un uomo legato alla famiglia ma, preso dal suo lavoro, non si curò mai delle faccende domestiche; segue l'educazione dei figli ma non ha la gioia di poter trasmettere la propria passione ad uno di loro. Ha modi gentili, frugale nell'alimentazione, modesto nel vestire e noncurante delle eccessive comodità della vita. Non briga mai per salire ad apparenti onori e al favore dei grandi preferisce la propria libertà. È sempre vivo il culto religioso ed il pensiero di Dio in cui sempre ripone le proprie speranze. Il Policlinico di Milano, come gesto di solenne rispetto nei confronti del Monteggia, gli dedica nel 1929 il Padiglione di Chirurgia.

## Opere
Tra i numerosi lavori da lui pubblicati durante la carriera, basati su esperienze lavorative vissute, possiamo trovare:
- "Fasciculi pathologici", 1789
- "Compendio sulle malattie veneree", 1791
- "Annotazioni sui mali venerei", ed. Galeazzi, 1794
- "L'arte ostetrica", 1796
- "Osservazioni anatomico-patologiche", 1796
- "Istituzioni chirurgiche", ed. Pirotta, 1802 (prima edizione)  1814 (seconda edizione)
- "Estirpazione del canchero uterino", 1808

## Eponimi
- Frattura di Monteggia, ovvero associazione di una frattura del terzo prossimale dell'ulna con una dislocazione anteriore della testa radiale.